# Edward Burnett Tylor
Sir Edward Burnett Tylor (2. října 1832 – 2. ledna 1917) byl anglický antropolog. Je považován za čelného představitele kulturního evolucionismu.
V pracích „Primitivní kultura“ (Primitive culture) a „Antropologie“ (Anthropology) vymezil vědecké studium antropologie. Tylor je mnohými považován za zakládající postavu sociálních věd a kulturní antropologie, která v 19. století vznikala. Jeho práce má dodnes na antropologii značný vliv. Věřil, že pomocí studia historie a prehistorie může být reformována britská společnost. Edward Tylor zavedl termín animismus (anima – duše). Tento stav považoval za prvopočátek náboženství.

## Život
E. B. Tylor se narodil v Camberwellu v Londýně. Byl synem Josefa Tylora a Harriet Skipperové a jeho otec vlastnil tamější slévárnu. Když Tylor dospíval, jeho rodiče zemřeli. Navíc jako kvaker nemohl studovat na univerzitě. Začal se tedy připravovat na to, že pomůže řídit rodinný podnik, avšak zabránily mu v tom první příznaky tuberkulózy. Na radu lékařů, aby odjel do míst s teplejším klimatem, Tylor roku 1855 opouští Londýn a vydává se do střední Ameriky.
„Při cestě na Kubu se setkal s archeologem Henrym Christiem, doprovázel ho na expedici do Mexika a nadchl se pro studium starých kultur.“ Christy byl archeolog, etnolog a kvaker (ke kvakerům se hlásila i část Tylorovy rodiny). Tylorovy styky s Christym povzbudily jeho vzrůstající zájem o antropologii a pomohly rozvinout šíři jeho bádání až k prehistorickým kulturám. Jakmile se Tylor vrátil do Anglie, měl dost poznámek o různých kulturách na to, aby vydal svou první publikaci: Anahuac: Or Mexico and the Mexicans, Ancient and Modern (1861). Od svého návratu do Anglie Tylor už nikdy necestoval za studiemi v terénu, avšak pokračoval v bádání na základě archeologických poznatků. Zajímal se především o zvyky a náboženské skutečnosti domorodých společenství. Toto téma se pak stalo námětem pro jeho druhou práci, knihu s názvem Researches into the Early History of Mankind and the Development of Civilization (1865). Poté následovala jeho nejznámější práce Počátky kultury (Primitive Culture) z roku 1871. I přesto, že Tylor nepřestával psát prakticky až do začátku 1. světové války, tato kniha zůstává nejzásadnějším počinem jeho práce. Je důležitá pro studium lidské kultury a dodnes je důležitou prací na poli antropologie. Kniha měla značný vliv na mladé badatele jako byl James George Frazer, který se stal následovníkem E. B. Tylora.
V roce 1871 byl Tylor zvolen členem Fellow of the Royal Society a o čtyři roky později mu byl udělen čestný doktorát Oxfordské University. V roce 1883 byl jmenován vedoucím universitního muzea v Oxfordu a rok na to prvním lektorem antropologie. V roce 1896 se stal prvním profesorem antropologie na téže universitě. Roku 1912 mu byl udělen šlechtický titul.

## Animismus
Tylor se ve svých studiích snažil mj. dopátrat původu náboženství. Na základě velkého množství shromážděného materiálu dochází k závěru, že člověk se ve všech kulturách vyvíjí přibližně stejně a náboženství se vyvíjí společně s ním. Tento předpoklad Tylorovi umožňuje uplatnit jednotný model o původu náboženství prakticky na všechny kultury. Podle Tylora původ náboženství spočívá v tzv. animismu (lat. anima – duše), tedy archaické, všeobecně rozšířené víry v samostatnou duši. Víra v duši se vyvinula z dualismu lidské zkušenosti, kdy člověk byl nucen konfrontovat každodenní zkušenosti se zážitky např. ze spánku. Nedokázal si racionálně vysvětlit rozdíl mezi lidmi ve snech a těmi „opravdovými“, potřeboval si vysvětlit rozdíl mezi mrtvým a živým tělem apod. Výsledkem těchto protikladných zkušeností a úsilí o vysvětlení se stala víra, že člověk má samostatnou duši, která stojí mimo každodenní zkušenost a mimo hmotný svět. Animistický model je podle Tylora pouze minimální definicí, jelikož z víry v duši vznikla víra v duchy a duchovní bytosti. Tyto představy vedly k polyteismu, který později vyústil až v monoteismus.
Tylorův model animismu byl do jisté míry i odpovědí na tzv. manismus Herberta Spencera. Spencer vychází z předpokladu, že náboženství vzniklo z kdysi rozšířené víry v posmrtný život. Člověk věřil v zasahování předků do svého života, proto si je snažil naklonit tím, že jim přinášel dary apod. Postupné „zbožšťování“ předků vyústilo až v náboženství. Obě teorie, Tylorova i Spencerova, na první pohled odlišné, mají jedno společné: vychází z evoluční teorie Charlese Darwina. Zformování Tylorovy teorie kulturní evoluce bylo vedle intelektuálního klimatu vědeckého pozitivismu výrazně ovlivněno diskusí mezi „degeneracionisty“ a „progresionisty“. Degeneracionistickou teorii hájil již v době Tylorova života anglikánský arcibiskup Richard Whately (1787–1863) z Dublinu, nebo později rakouský antropolog a teolog Wilhelm Schmidt. Vycházela z předpokladu, že civilizace byla původním stavem lidstva, který z boží vůle společně sdílely všechny lidské společnosti. Divoši a barbaři však klesli v očích boha a postupně degenerovali do svého dnešního postavení, zatímco civilizované národy si vysokou kulturu udržely a dále zdokonalovaly. Tylor jako zastánce progresionismu byl naproti tomu přesvědčen, že všechny společnosti procházejí přirozeným kontinuálním procesem progresivního vývoje, přičemž různé národy a etnika světa představují různou úroveň dosaženého kulturního pokroku. Náboženství je podle Tylora jednou z několika etap vývoje (evoluce) lidského myšlení, která musí ustoupit více pokrokové vědě.

## Univerzální evoluce kultury
Schéma evolučního vývoje dle E. B. Tylora, L. H. Morgana a J. G. Frazera
- Divošství – magický (mytický) typ kultury
- Barbarství – náboženský typ kultury
- Civilizace – vědecký (novověko-evropský) typ kultury

Tylorův model univerzální evoluce kultury je založen na analogii s vývojem lidského poznání. Podle Tylora stejně jako cesta k vědeckému poznání prochází stadii omylů, je i kulturní evoluce charakterizována postupnou eliminací chyb, nárůstem lidských znalostí, které vedou k progresivnímu rozvoji lidské kultury jako celku. Je pevně přesvědčen o tom, že kulturní evoluci dochází proto, že v dlouhodobé perspektivě převažují rozum a lidské poznání nad omylem a nevědomostí. V souladu s evolucionistickou teorií o psychické jednotě lidstva byl přesvědčen, že principy racionálního myšlení jsou základem lidského chování v moderních i primitivních společnostech. Rozdíl mezi civilizovanými a primitivními národy tedy netkví v odlišných principech myšlení, ale ve stupni kulturního vývoje, zejména míry lidského poznání, jehož daná společnost dosáhla.